# Carebara ampla
Carebara ampla är en myrart som beskrevs av Santschi 1912. Carebara ampla ingår i släktet Carebara och familjen myror.

## Underarter
Arten delas in i följande underarter:
- C. a. ampla
- C. a. cincta
- C. a. obscurithorax
- C. a. rugosa